# Stilita

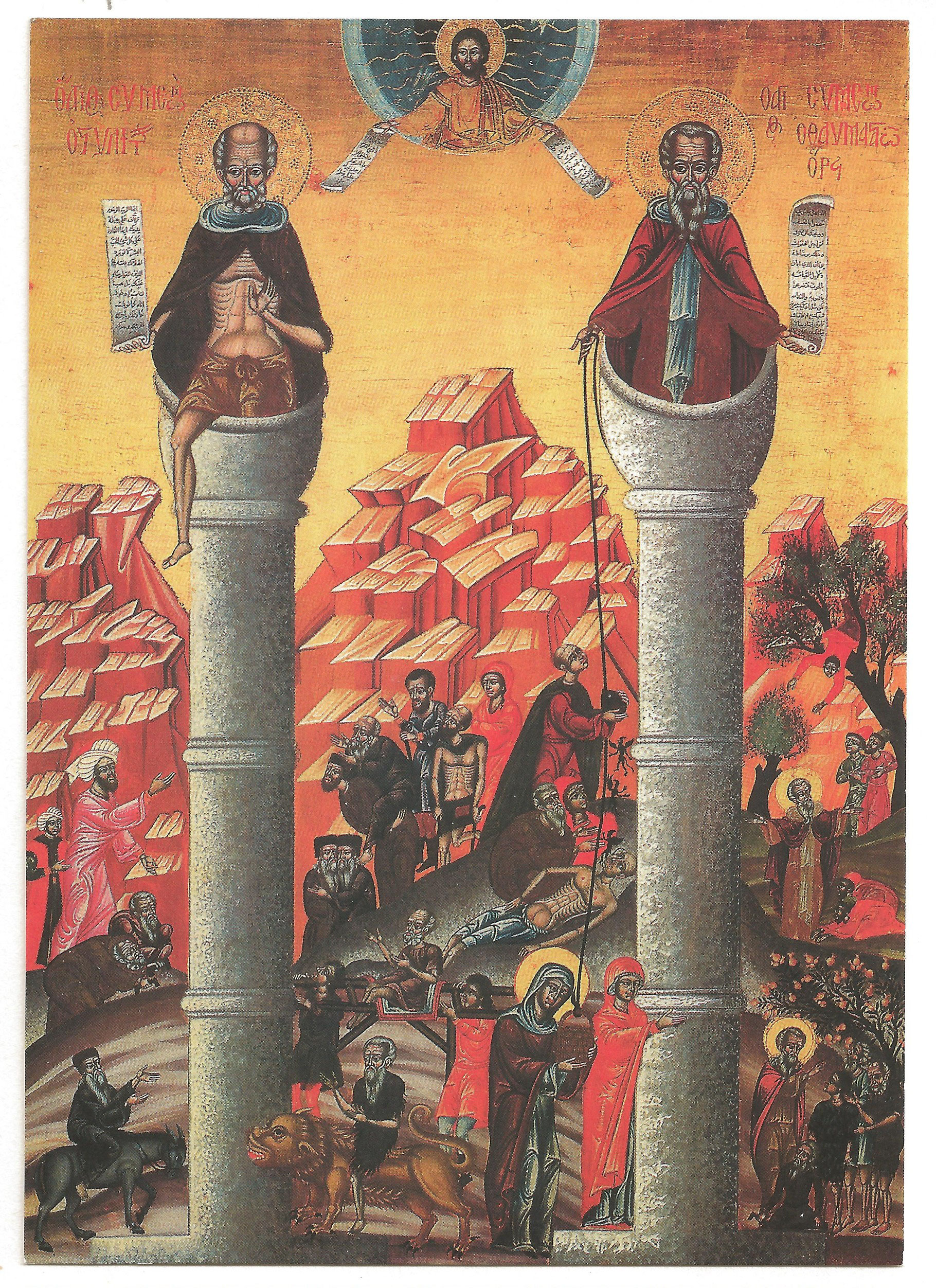
Icona di Simeone Stilita il Vecchio con Simeone Stilita il Giovane. Simeone il Vecchio è raffigurato a sinistra mentre scende dal suo pilastro in obbedienza agli anziani monastici; oppure l'immagine può riferirsi a un punto della sua vita in cui, a causa di una gamba ulcerosa, è stato costretto a stare in cima alla sua colonna su una sola gamba.

Stilita (dal greco στυλίτης, derivante da στῦλος, "colonna", "pilastro") indicava, nell'Antica Atene, un cittadino il cui nome veniva inciso su una colonna per indicarne i suoi delitti contro la società. Successivamente in epoca medievale venne utilizzato per indicare monaci asceti che scelsero di vivere su una colonna.

## Stiliti greci
Originariamente "stilita" fu l'epiteto attribuito nella città di Atene a quei cittadini i cui nomi erano stati scolpiti su una colonna per essersi macchiati di gravi delitti, magari contro la patria, e questo per sottolinearne l'infamia.

## Stiliti cristiani
I monaci stiliti furono quei monaci cristiani anacoreti che vissero nel Vicino Oriente a partire dal V secolo. Avevano la particolarità di trascorrere la propria vita di preghiera e penitenza su una piattaforma posta in cima a una colonna (di circa 5/6 metri quadri di superficie), rimanendoci per molti anni, spesso sino alla morte. Questa pratica voleva essere anche una testimonianza, una pubblica dimostrazione di fede.
Lo stilita, con la sua posizione "onnisciente", voleva simboleggiare se stesso come monito "vivente" per chiunque conoscesse o vedesse la sua condizione di vita.
Pratica propria dell'Oriente, soprattutto dei dintorni di Antiochia e della Siria, nella Chiesa greca durò anche dopo lo scisma e presso i Russi fino al secolo XV. È tra l'altro attribuita a tre santi: Simeone Stilita il Vecchio (V secolo), ritenuto il padre di questa forma di ascetismo, Daniele lo Stilita (V secolo) e Simeone Stilita il Giovane (VI secolo).
Lo stilita era assistito dai suoi confratelli che, una volta al giorno, provvedevano a rifornirlo di cibo, sempre molto frugale, e di acqua.